# Le Livre d'or de la science-fiction : John Brunner
Le Livre d'or de la science-fiction : John Brunner est une anthologie de onze nouvelles de science-fiction consacrée à l'œuvre de John Brunner, publiée en avril 1979 en France. Rassemblées par George Barlow, les nouvelles sont parues entre 1957 (D'un autre œil) et 1974 (L'Âge des artères).

## Publication
L'anthologie fait partie de la série francophone Le Livre d'or de la science-fiction, consacrée à de nombreux écrivains célèbres ayant écrit des œuvres de science-fiction. Elle ne correspond pas à un recueil déjà paru aux États-Unis ; il s'agit d'un recueil inédit de nouvelles, édité pour le public francophone, et en particulier les lecteurs français.
L'anthologie a été publiée en avril 1979 aux éditions Presses Pocket, collection Science-fiction no 5049  (ISBN 2-266-00716-5).
L'image de couverture a été réalisée par Wojtek Siudmak.

## Préface
- Préface de George Barlow : En quête d'un auteur (pages 7 à 45).

## Liste des nouvelles
- D'un autre œil (Eye of the Beholder, 1957)
- Cœlacanthe (Lungfish, 1957)
- Puissance quatre (The Fourth Power, 1960)
- Faute de temps (Some Lapse of Time, 1963)
- Un élixir pour l'empereur (An Elixir for the Emperor, 1964)
- Une passion pour les clous (The Nail in the Middle of the Hand, 1965)
- Le Frère d'Orphée (Orpheus's Brother, 1965)
- La parole est d'argent (Speech is Silver, 1965)
- Chances égales (Even Chance, 1965)
- Cinquième Commandement (Fifth Commandment, 1970)
- L'Âge des artères (Bloodstream, 1974)